# Jan Eggert

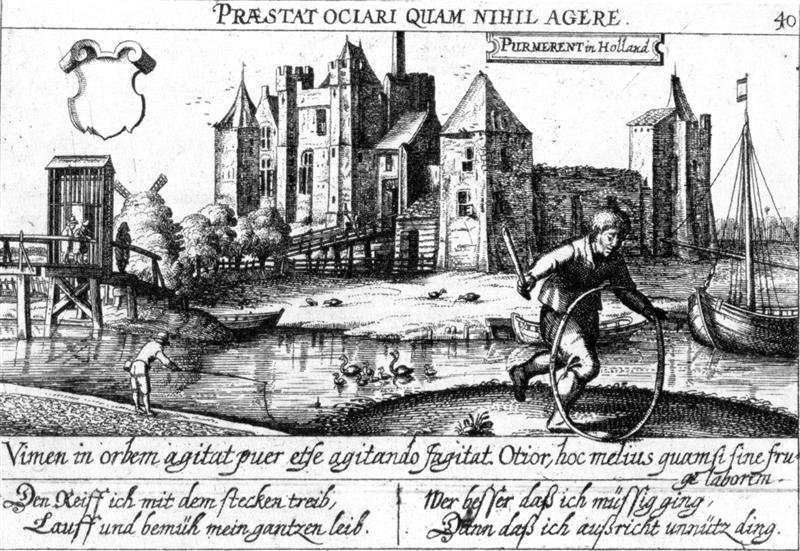
Schloss Purmerstein

Ritter Jan Eggert war ein niederländischer Grundbesitzer und der Sohn des bedeutenden Staatsmanns Willem Eggert. Er entstammte dem Geschlecht der Eggert. 
Gemeinsam mit seinem Vater hatte er im Jahre 1414 in der Amsterdamer Nieuwe Kerk  ein Collegium Theologicum errichtet. Seit dem Jahr 1415 trat Jan Eggert als Ambachtsherr von Spaarndam und Spaarnland sowie als Schöffe von Amsterdam auf. Nach des Vaters Tod im Jahre 1417 folgte er diesem als Heer von Purmerend und Purmerland nach.
Er war ein Anhänger von Jakobäa von Bayern, und im Streit der verfeindeten Parteien der Hoeken (Jakobäa) und der Kabeljauwen (Johan von Bayern) (Haken-und-Kabeljau-Krieg) trat er gegen Johan von Bayern und dessen Verbündeten, den Herzog Philipp von Burgund auf. Aus diesem Grund musste er im Jahre 1422 aus Holland flüchten; seine Besitzungen wurden konfisziert und vom siegreichen Herzog Jan an dessen außerehelichen Sohn Jan, Bastard von Bayern übergeben. Die Herrschaften wurden in weiterer Folge an Eggerts Schwager Gerrit van Zijl verkauft, welcher sich mit dem burgundischen Herzog ausgesöhnt hatte.
| Vorgänger     | Amt                                         | Nachfolger      |
| ------------- | ------------------------------------------- | --------------- |
| Willem Eggert | Herr von Purmerend und Purmerland 1417–1420 | Gerrit van Zijl |